# Ivan Jurkovič (kipar)
Ivan Jurkovič, slovenski kipar, * 4. november 1893, Ljubljana, † 10. avgust 1934, Ljubljana.
Kljub temu, da je že mlad umrl, je ustvaril nekaj vidnih stvaritev, med katerimi izstopa naturalistično zasnovan celopostavni kip Ivana Cankarja na Vrhniki, odkrit na slovesnosti 10. avgusta 1930. Oblikoval je med drugim tudi spomenik žrtvam prve svetovne vojne v Škofji Loki ter figuri dajanja in varčevanja nad vhodom v poslopje nekdanje Poštne hranilnice v Ljubljani (zdaj sedež Ministrstva RS za finance).